# La Mia Vita Violenta
La Mia Vita Violenta (italienska: Mitt våldsamma liv) är det andra studioinspelade albumet av indierockbandet Blonde Redhead, släppt den 4 september 1995 på Smells Like Records.

## Låtlista
1. "(I Am Taking Out My Eurotrash) I Still Get Rocks Off" - 3:40
2. "Violent Life" - 3:51
3. "U.F.O." - 3:38
4. "I Am There While You Choke On Me" - 1:56
5. "Harmony" - 5:16
6. "Down Under" - 4:09
7. "Bean" - 4:37
8. "Young Neil" - 1:12
9. "10 Feet High" - 4:38
10. "Jewel" - 3:22